# Caretaker's Cabin
 (septembre 2020).
La Caretaker's Cabin est une cabane américaine située dans le comté d'Iron, dans l'Utah. Protégée au sein du Cedar Breaks National Monument, cette cabane en rondins a été construite dans le style rustique du National Park Service par le Civilian Conservation Corps en 1937. Elle est inscrite au Registre national des lieux historiques depuis le 4 août 1983.